# Peter Sarno
Peter Sarno (* 26. Juli 1979 in Toronto, Ontario) ist ein ehemaliger kanadischer Eishockeyspieler, der zuletzt beim HC Alleghe aus der Serie A1 unter Vertrag stand.

## Karriere
Sarno begann seine Karriere 1996 bei den Windsor Spitfires in der kanadischen Juniorenliga OHL bei den Windsor Spitfires, bei denen er gleich in seinem ersten Jahr mit 83 Punkten aus 66 Partien Topscorer des Teams wurde. Daraufhin wurden einige NHL-Scouts auf den Center aufmerksam, der schließlich im NHL Entry Draft 1997 von den Edmonton Oilers in der sechsten Runde an insgesamt 141. Stelle ausgewählt wurde.
Anschließend wechselte Sarno zu den Hamilton Bulldogs in die American Hockey League, spielte aber zu Beginn der Saison 1998/99 auch noch einmal in der OHL für die Sarnia Sting. Dort zeigte er erneut gute Leistungen und erzielte in 68 Spielen 130 Scorerpunkte, darüber hinaus hatte er eine Plus/Minus-Statistik von +32. Schließlich entschied sich der damals 23-jährige Sarno für ein Engagement in Europa beim finnischen Renommierklub Espoo Blues.
Dort blieb der Kanadier jedoch lediglich eine Saison, da er nach einer guten Spielzeit in der SM-liiga, erneut einen Vertrag bei den Edmonton Oilers unterzeichnete. Allerdings konnte sich der Angreifer erneut nicht durchsetzen und brachte es am Ende nur auf sechs Spiele für die Oilers, in denen er lediglich ein Tor erzielen konnte.
Nach weiteren drei Jahren in der American Hockey League zog es Sarno 2006 zum Schweizer Klub HC Fribourg-Gottéron. Dort wurden auch die Hamburg Freezers auf ihn aufmerksam und ließen ihn einige Male beobachten, bis sie ihn zur Saison 2007/08 an die Elbe holen konnten. In Hamburg konnte sich der Kanadier zu einem der unumstrittenen Leistungsträger entwickeln und erzielte in seiner ersten Saison für die Freezers 74 Scorerpunkte in 56 Spielen, womit er der drittbeste Scorer der Spielzeit 2007/08 wurde. Nach der Saison 2008/09 wechselte er zum Ligarivalen Grizzly Adams Wolfsburg. Nach einer soliden Saison verließ er den Verein und kehrte in die Schweiz zurück, wo er im Dezember 2010 einen Vertrag beim Lausanne Hockey Club unterschrieb. Nach lediglich zwei Spielen in der National League B zog es den Kanadier im Januar 2011 nach Italien und Sarno unterschrieb einen Kontrakt beim HC Alleghe in der Serie A1.

## Erfolge und Auszeichnungen
- 1997 OHL All-Rookie Team
- 1997 Emms Family Award
- 1998 OHL Third All-Star Team
- 1998 Eddie Powers Memorial Trophy
- 1999 Eddie Powers Memorial Trophy
- 2008 Teilnahme am DEL All-Star Game

## Karrierestatistik
(Legende zur Spielerstatistik: Sp oder GP = absolvierte Spiele; T oder G = erzielte Tore; V oder A = erzielte Assists; Pkt oder Pts = erzielte Scorerpunkte; SM oder PIM = erhaltene Strafminuten; +/− = Plus/Minus-Bilanz; PP = erzielte Überzahltore; SH = erzielte Unterzahltore; GW = erzielte Siegtore; 1 Play-downs/Relegation; Kursiv: Statistik nicht vollständig)